# Chenopodium fallax
Chenopodium fallax là loài thực vật có hoa thuộc họ Dền. Loài này được (Aellen) F.Dvorák mô tả khoa học đầu tiên năm 1986.